# Monique Alexander

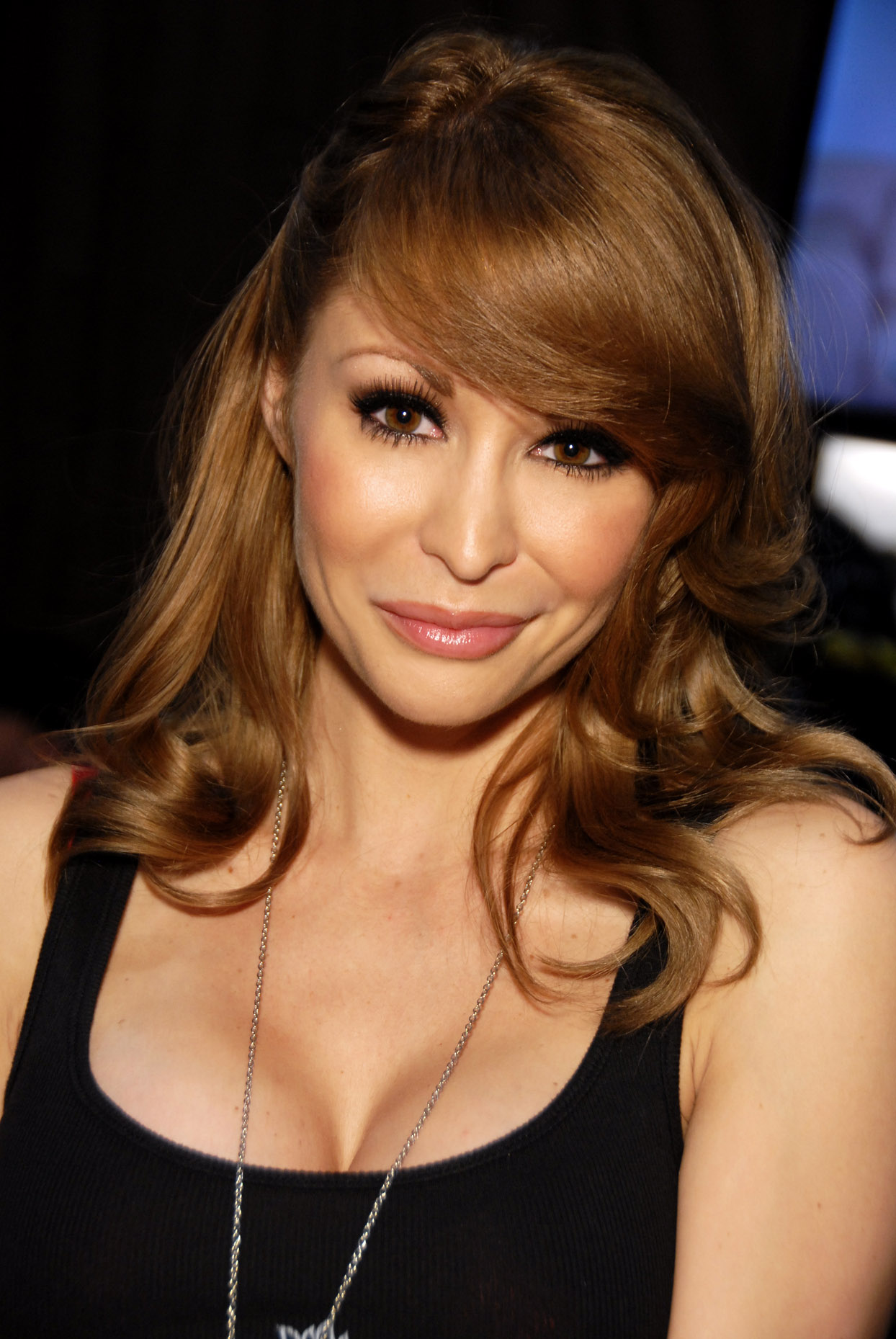
Monique Alexander

Monique Alexander (n. 26 mai 1982 în Vallejo, California) este un fotomodel și actriță porno nord-americană.
1. ↑  Adult Film Index
2. ↑   https://avn.com/news/video/2025-avn-award-winners-announced-178865 Lipsește sau este vid: |title= (ajutor)